# Soufrière (Saint Vincent)
La Soufrière (Soufrière Saint Vincent) – czynny stratowulkan na wyspie Saint Vincent, wchodzącej w skład wyspiarskiego państwa Saint Vincent i Grenadyny na Morzu Karaibskim. Wulkan, stanowiący najwyższy szczyt wyspy, położony jest w jej północnej części.

## Nazwa
Nazwa wulkanu pochodzi z języka francuskiego i oznacza „ujście siarki”. Nazwę Soufrière nosi kilka karaibskich wulkanów, m.in. Soufrière Hills na wyspie Montserrat, Soufrière na wyspie Saint Lucia czy Soufrière na Gwadelupie.

## Aktywność

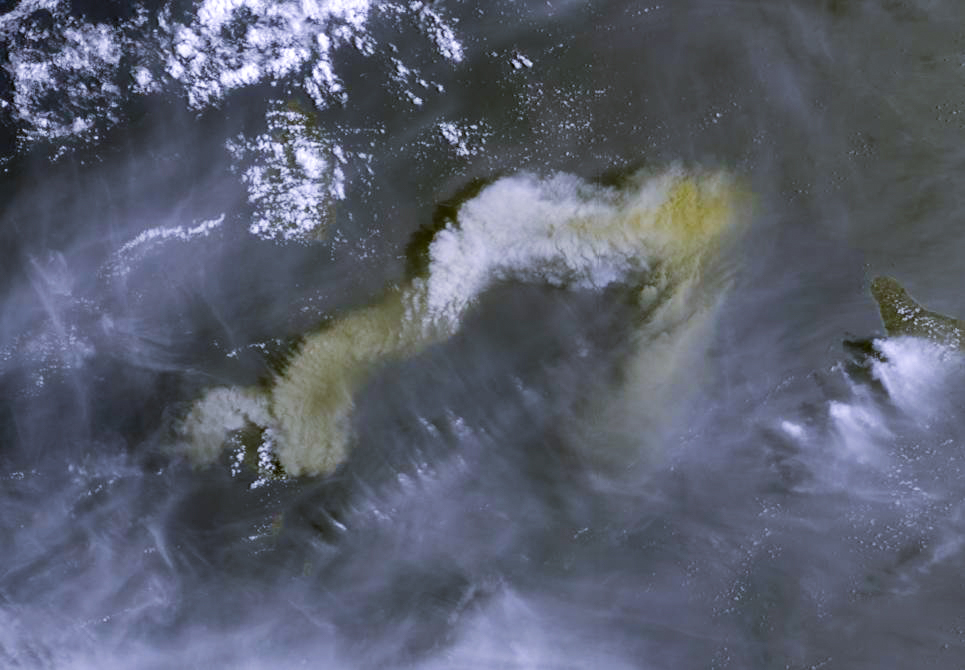
Erupcja wulkanu Soufrière 9 kwietnia 2021

Gwałtowne wybuchy wulkanu Soufrière miały miejsce w latach 1718, 1812, 1902, 1971, 1979 i 2021. Erupcja z 7 maja 1902 spowodowała śmierć 1680 osób. Erupcja ta miała miejsce kilka godzin przed równie tragiczną erupcją wulkanu Montagne Pelée na Martynice, położonego 160 km na północ. Podczas wybuchu wulkanu w 1979 nie było ofiar, głównie dzięki nadanym wcześniej ostrzeżeniom.

### Erupcja 2020–2021

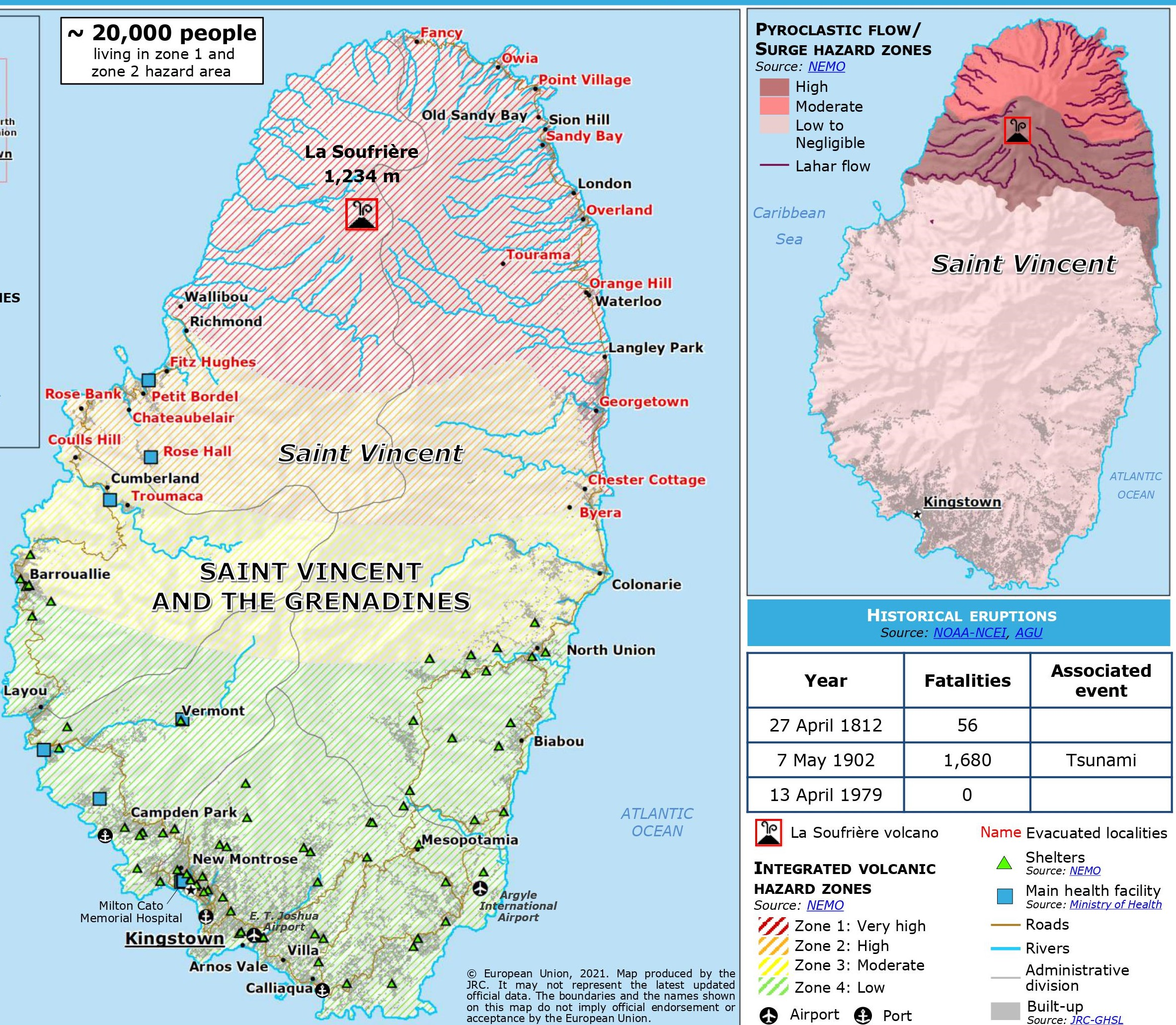
Strefy zagrożenia wokół wulkanu, wyznaczone w związku z erupcją z 2021 roku

7 grudnia 2020 roku wulkan przebudził się, ale w pierwszych miesiącach utworzyła się tylko kopuła lawowa wewnątrz krateru, która stopniowo rosła. Rejestrowane były także wstrząsy sejsmiczne związane z ruchami magmy. Na początku kwietnia doszło do erupcji eksplozywnych, które zmusiły do ewakuacji około 16 tysięcy ludzi. Nastąpiły przerwy w dostawie prądu i wody do mieszkań, wyspę pokrył pył wulkaniczny, a jego opadem zagrożony był także Barbados.